# Покровский женский монастырь (Владикавказ)
Покровский женский монастырь — памятник архитектуры во Владикавказе, Северная Осетия. Выявленный объект культурного наследия России. Расположен на улице Олега Кошевого, 73/ Интернациональная улица, 26. Основан в 1891 году. В 1921 году закрыт распоряжением местных властей.

## История
В 1891 году вдовы отставного рядового Евдокии Лозенко и мещанина Елизаветы Козиной основали во Владикавказе женскую монашескую общину. Городская власть выделила для этой общины пустующий земельный участок в границах Курской, Червлённой, Форштадской улиц и Вокзального проспекта. В 1892 году монахини построили деревянный храм во имя образа Покрова Пресвятой Богородицы, который привезли из станицы Тарской. Жители станицы также продали за 600 рублей владикавказской монашеской общине старый деревянный храм, который был перевезён в монастырь. Этот храм использовался в качестве колокольни. В последующие годы была сооружена каменная церковь.
6 января 1894 года епископ Владикавказский и Моздокский Владимир освятил общинную церковь. Первой настоятельницей с 1895 года была монахиня Ставропольского Иоанно-Мариинского монастыря Неонила. В сентябре 1897 года монашеская община получила статус женского монастыря. К этому времени в общине проживали 57 монахинь. При монастыре были основаны иконописная, швейная, рукодельная мастерские и свечной завод. С октября 1897 года действовала школа для девочек-сирот. В последующие годы открылось больничное отделение на десять мест. 24 апреля 1907 года был заложен фундамент для нового храма во имя Успения Пресвятой Богородицы.
В монастыре подвизалась монахиня Анастасия, которая по благословению епископа Владимира оставила монастырь и монашествовала в миру.
В 1918 году монастырь был захвачен большевиками. Игуменья Клавдия была подвергнута пыткам и сожжена на медленном огне. В 1921 году по распоряжению ЦИК Горской ССР монастырь прекратил свою деятельность. Монахини образовали трудовую общину на территории бывшего монастыря. В 1932 году после закрытия Покровской церкви монахини покинули обитель.
Последняя монахиня Покровского монастыря умерла в ноябре 1982 года.
В 2014 году состоялась передача здания бывшего Покровского храма в собственность Богоявленского Аланского женского монастыря.
. В Настоящее  время  восстанавливается.